# メガテリウム科
メガテリウム科（メガテリウムか、学名：Megatheriidae）は、有毛目ナマケモノ亜目に分類される絶滅した哺乳類の科。最古の化石記録は新第三紀中新世前期の南米。鮮新世後期にパナマ陸橋を渡って北米に進出した。別名オオナマケモノ科。メガテリウムやエレモテリウムなどの地上性の大型ナマケモノ類が属する。

## 形態
体形ががっしりとしていて、最長は6メートルに達する大型の種が多いグループである。下位分類群のうち、メガテリウム族は他の族と比べて大型であり、がっしりとしているグループである。ノスロテリウム族は比較的軽快な体形であり、体長が1.2メートル前後のものが多い。

## 属
以下の亜科、属に分類される。
亜科 Schismotheriinae
- †Diheterocnus
- †Schismotherium
- †Synhapalops
- †Hapaloides
- †Hapalops
- †Pelecyodon
- †Parapelecyodon
- †Analcimorphus
- †Hyperleptus
- †Neohapalops

亜科 Megatheriinae
- †Proprepotherium
- †Planops
- †Prepotherium
- †Megathericulus
- ? †Plesiomegatherium
- †Promegatherium
- †Megatheridium
- †Pyramiodontherium
- †Megatherium
- †Eremotherium
- †Ocnopus
- †Perezfontanatherium
- †Urumaquia

亜科 Nothrotheriinae
- †Pronothrotherium
- †Xyophorus
- †Chasicobradys
- †Gilsolaresia
- †Diheterocnus
- †Synhapalops
- †Nothropus
- †Mionothropus
- †Thalassocnus
- †Nothrotherium
- †Nothrotheriops